# Mandeïsme
Mandeïsme of mandaeïsme (Mandaïsch: מנדעיותא, Mandaʻiūtā; Arabisch: مندائية, Mandāʼīyah) is een gnostische religie met een sterk dualistische kijk op de wereld, die in de eerste eeuwen na Chr. ontstond. Dat was min of meer gelijktijdig met andere religieuze bewegingen, zoals het hermetisme en de gnostiek, die eveneens als kern het verwerven en bereiken van gnosis hadden. Het Aramese manda betekent "kennis," net als het Griekse gnosis.

## Gnostische opvattingen
Gnosis is het verwerven van het inzicht in de oorsprong, huidige situatie en de bestemming van de mens. De mens is afkomstig uit een goddelijke wereld en draagt in de huidige situatie een goddelijke kern in zich die afkomstig is uit die wereld. Die kern is echter verstrikt geraakt in de materie, het kwaad in de stoffelijke wereld. Demonische krachten trachten die kern ook gevangen te houden in zijn lichamelijk omhulsel. Wie de werkelijke situatie kent en dus ook weet heeft van zijn goddelijke kern heeft gnosis. Die wordt verworven door openbaring vanuit de goddelijke wereld.
Een verschil met beide andere religies is, dat iedere invloed van het platonisme ontbreekt. Een overeenkomst met (delen van) de gnostiek is een contraire exegese van het Bijbelboek Genesis. In het mandeïsme ontbreekt echter ook iedere vorm van invloed van het christendom. Jezus wordt gezien als een valse messias. De meeste onderzoekers zien wel invloeden van joodse niet rabbinale baptistische groeperingen van voor de aanvang van de jaartelling op met name rituelen van de mandaeërs.
Het is de enige van deze drie religies die in beperkte mate in begin eenentwintigste eeuw nog aanwezig is. Het aantal gelovigen wordt op ongeveer 40.000 geraamd. Het grootste deel van de mandaeërs woonde in Irak. Sinds eind twintigste eeuw zijn die vrijwel geheel uit Irak verdwenen. In 2007 waren er slechts nog 5.000 mandaeërs woonachtig in Irak. Er wonen nog enkele duizenden mandaeërs in Iran. Een groot deel woont in ballingschap in Europa (met name Zweden), de Verenigde Staten, Canada en Australië.

## Achtergrond
Een grote meerderheid van auteurs op het vakgebied gaat uit van een oorspronkelijke herkomst van de mandeeërs uit Palestina. In de overlevering van de mandeeërs zou hun gemeenschap daar door het jodendom vervolgd worden. In een van de belangrijkste teksten, de Haran Gawaitha, wordt een uittocht beschreven naar een gebied dat de Medische heuvels wordt genoemd. Dat was globaal het gebied van Adiabene. Die uittocht zou in de eerste eeuw plaatsgevonden kunnen hebben. Daarna volgde een verdere migratie naar het zuiden van Mesopotamië.
In het mandeïsme is er een aantal profeten die vereerd worden. De eerste daarvan is Adam. Anderen zijn Abel, Seth, Enos, Noach, Sem, Aram en vooral Johannes de Doper. Abraham en Mozes worden in hun literatuur als demonische krachten beschreven. Jezus wordt beschreven als een valse messias. Meer in het algemeen is in de literatuur van het mandeïsme sprake van hevige polemiek richting jodendom en – hoewel qua omvang minder – het christendom. In opnieuw de Haran Gawaitha wordt beschreven dat door hekserij iets in de baarmoeder van Maria, de moeder van Jezus, wordt geplaatst. Haar zoon is in het verhaal de Valse Messias. Maria zelf wordt gered doordat zij het jodendom afzweert en overgaat tot het mandeïsme.
Er is een traditie waarin de mandaeërs samen met de Israëlieten aanwezig waren in Egypte tijdens de periode van het Bijbelboek Exodus. De mandaeërs identificeren zich echter niet met de Israëlieten, maar met de Egyptenaren. Er is een jaarlijks ritueel bij de mandaeërs dat opgedragen wordt aan de Egyptenaren die omkwamen in de Rode Zee tijdens de achtervolging van de Israëlieten. In die traditie zou Mozes met de voorouders van de mandaeërs in Egypte een hevig conflict hebben. In plaats van de ware God gediend te hebben zou Mozes Adonai aanbeden hebben. In hun opvatting is Adonai een van de demonische krachten, een archont.
In een tekst, de Rol van het Verheven Koningschap, wordt het jodendom beschreven als een fase die afgezworen moet worden om tot het mandeïsme te komen. In die tekst wordt het woord voor joden in het Mandaïsch, iahutaiia, verbonden met een betekenis in de zin van abortus of misgeboorte. Het impliceert dat het jodendom in vergelijking met het mandeïsme slechts een onderontwikkelde religie is.
Na de islamitische verovering van Mesopotamië in het midden van de zevende eeuw werden zij door de moslims geïdentificeerd als de sabiërs die ook in de Koran worden genoemd. Voorzeker, de gelovigen, de joden, de christenen en de sabiërs, wie onder hen ook in Allah en de Laatste Dag geloven en goede daden verrichten, zullen hun beloning bij de Heer ontvangen en er zal geen vrees over hen komen... De oorspronkelijke betekenis van het woord sabiërs moet dopers of zij die dopen geweest zijn. Zij werden beschouwd als mensen van het boek en om die reden getolereerd.
Johannes de Doper wordt in de literatuur van het mandeïsme beschreven als een tegenstander van Jezus. Hij wordt niet als de stichter van hun religie beschouwd, maar wel als de belangrijkste profeet. Portugese missionarissen uit de zeventiende eeuw interpreteerden de vele dooprituelen van de mandaeërs en hun respect voor Johannes de Doper onjuist. Zij gingen ervan uit, dat Johannes in het gebied gepredikt en geëvangeliseerd had. Het gevolg was, dat tot in de negentiende eeuw de mandaeërs in de Europese literatuur, analoog aan de Thomaschristenen, beschreven werden als Johanneschristenen.

## Religie
De religie van het mandeïsme kenmerkt zich door een strikt dualisme. Er is een Wereld van het Licht en een Wereld der Duisternis. Het hoogste goddelijke wezen in de Wereld van het Licht wordt meestal Eerste Leven genoemd. De Wereld van het Licht kent vele lichtrijken. Uit Eerste Leven hebben zich talloze lichtwezens ontvouwd. Een aantal daarvan hebben namen als Tweede Leven, Derde Leven en Vierde Leven. Die worden gepersonifieerd met persoonlijke namen. Vierde Leven heeft de naam Ptahil en wordt later de scheppergod, de demiurg, geïdentificeerd met de Hebreeuwse god van het Oude Testament.
De Wereld der Duisternis wordt beheerst door de Koning der Duisternis en ontstond uit het Donkere Water, de chaos. Belangrijke krachten zijn een mannelijk monster met de naam Ur en een vrouwelijk wezen met de naam Ruha. Uit hen komen een groot aantal andere demonische wezens voort, waaronder de tekenen van de dierenriem en de planeten. Dat laatste is een voorstelling die ook in de gnostiek voorkomt, zoals onder meer in het Apocryphon van Johannes.
De vijandige relaties tussen Licht en Duisternis, goed en kwaad leiden tot de schepping van de wereld door de demiurg Ptahil met hulp van andere demonische krachten, met name die van de planeten. Dezelfde wezen creëren ook Adam, maar de Wereld van het Licht weet hieraan een bezielende substantie toe te voegen. Dat is in wezen de ziel, de goddelijke kern in de mens, die gered dient te worden door lichtwezens. De redding van de ziel is de belangrijkste zorg van het mandeïsme. Eerste Leven zendt dan ook een aantal boodschappers of verlossers uit om de mensheid hierover te informeren.
De belangrijkste van hen wordt Kennis van het Licht, soms ook Zoon van het Licht genoemd. Hij wordt vaak vergezeld door hemelse nakomelingen van Adam, zoals Abel, Seth en Enos.
Het mandeïsme kent geen historische, maar alleen mythische verlossers. Pas na de confrontatie met het vroege christendom werd de mythe ontwikkeld dat een van hun boodschappers, Ano, in Jeruzalem verscheen als een tegenstander van Jezus om die te ontmaskeren als een leugenaar. In die context wordt dan ook Johannes de Doper opgevoerd als een ware discipel en priester van het mandeïsme, maar niet als verlosser of stichter.
Het mandeïsme kent ook een verwachting van een eindtijd, een dag van het Laatste Oordeel, wanneer de aarde en de demonische krachten vernietigd zullen worden door een vuur. Er zal daarna een opstanding van het mandeïsme plaatsvinden na een rijk van de valse messias (Christus).

## Rituelen
De mandaeërs kennen een groot aantal reinigings- en dooprituelen. Die hebben voor een deel betrekking op dagelijkse bezigheden als de wijze van bereiden van voedsel. De twee belangrijkste rituelen worden aangeduid met de namen Opstijging en Doop. Beide rituelen zijn kenmerkend voor de nauwe relatie tussen ritueel en gnostische overtuigingen in het mandeïsme.
Het uitvoeren van rituelen is naast het verwerven van gnosis essentieel voor het bereiken van verlossing. In het mandeïsme is de dood de dag van de verlossing. Drie dagen na het overlijden is de ziel gereed voor de reis naar de Wereld van het Licht. Die voert door de domeinen van de demonische krachten, die de ziel trachten te vangen. Alleen diegenen die een vroom leven hebben geleid zijn in staat om met hulp van rituelen en verlossers die Wereld te bereiken. De opstijging duurt vijfenveertig dagen. Het hierbij uitgevoerde ritueel bestaat uit het reciteren uit de Ginza Raba, het belangrijkste boek van het mandeïsme. Daarnaast zijn er ceremoniële maaltijden om de ziel tijdens de reis op symbolische wijze te voeden.
Het tweede ritueel met de naam Doop wordt door een priester iedere week uitgevoerd. In het mandeïsme hebben ook vrouwen als priester gefunctioneerd. Het eerste deel is een werkelijke doop met water voor de gelovigen en een handoplegging door de priester. Het tweede deel dient plaats te vinden op de oever van een stromend water. Dat omvat onder meer zalving en een gezamenlijke maaltijd door de gemeente. Het wordt gezien als een verbinding met de Wereld van het Licht. Er is het geloof dat alle stromende wateren, die alle de naam Jordaan hebben, hun oorsprong vinden in de Wereld van het Licht.
Ook bij een aantal andere gebeurtenissen, zoals onder meer het voltrekken van een huwelijk, is sprake van een uitgebreid doopritueel.

## Overige literatuur
Het mandeïsme heeft voor een religie met een relatief klein aantal gelovigen een aanzienlijke hoeveelheid literatuur voortgebracht. Een deel bevat geschriften over rituelen, liturgie, gebeden en hymnes. Een ander deel omvat theologische, mythologische en magische teksten. De meeste teksten moeten oorspronkelijk in de vorm van een boekrol zijn geschreven. Voor de islamitische verovering van Mesopotamië was er al de gewoonte de teksten te bundelen in ingebonden katernen, de boekvorm. De oudste teksten zijn aangetroffen op aardewerk schalen en dateren van de derde eeuw. De teksten zelf moeten zijn ontstaan in de tweede en derde eeuw om de religieuze traditie die in Palestina was ontstaan en die mondeling was overgebracht naar Mesopotamië te bewaren.
De belangrijkste tekst is de Ginza Raba ("De Schat", ginza). De pagina-indeling van het boek is dat steeds een pagina gevolgd wordt door een andere pagina die ten opzichte van de pagina daarvoor ondersteboven staat. Het boek heeft op die wijze twee delen, de Rechter Ginza en de Linker Ginza. De Rechter Ginza omvat achttien traktaten over vooral kosmologische, theologische en ethische onderwerpen. De Linker Ginza omvat drie traktaten, die vooral handelen over de opstijging van de ziel naar de Wereld van het Licht. Dit deel wordt dan ook wel het Boek van de zielen genoemd.
Het Boek van Johannes, ook wel het Boek van de Koningen (hier worden met koningen in feite engelen bedoeld), handelt over de preken die aan Johannes de Doper werden toegeschreven, verhandelingen die aan Sem werden toegeschreven en de verschijning van Enos in Jeruzalem. 
Het Gebedenboek omvat hymnen, gebeden en liturgische instructies. Zij omvatten de liturgie voor de rituelen met de naam Doop en Opstijging.
De Boekrol van de Rivieren is een verhandeling die de traditionele zienswijze van de mandaeërs op de wereld beschrijft. Er zijn daarnaast teksten die alleen voor gebruik en lezing door priesters zijn. Daaronder zijn de 1.012 Vragen en het Boek van de tekens van de Dierenriem, een tekst die onder meer dient voor het maken van horoscopen.